# Letur
Letur is een gemeente in de Spaanse provincie Albacete in de regio Castilië-La Mancha met een oppervlakte van 264 km². Letur telt 973 inwoners (1 januari 2016). Eind oktober 2024 werd het plaatsje getroffen door een ernstige overstroming als gevolg van een uitzonderlijk heftige Dana. Door deze ramp vielen doden, werden er 5 inwoners vermist en zal de bovenstad van het plaatsje gedeeltelijk opnieuw opgebouwd moeten worden.

## Demografische ontwikkeling

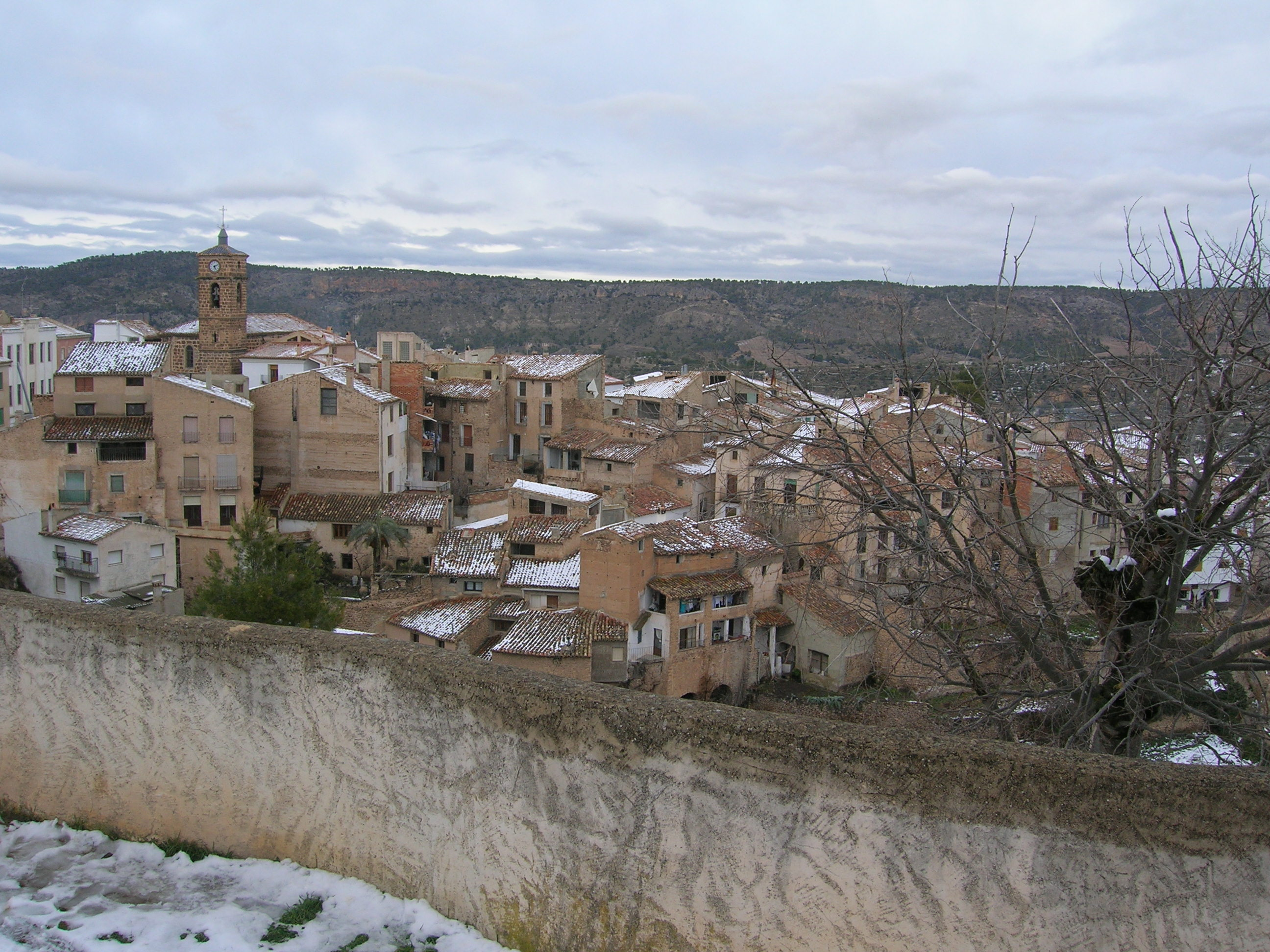
Letur

Bron: INE, 1857-2011: volkstellingen
Abengibre · Alatoz · Albacete · Albatana · Alborea · Alcadozo · Alcalá del Júcar · Alcaraz · Almansa · Alpera · Ayna · Balazote · Balsa de Ves · Barrax · Bienservida · Bogarra · Bonete · Carcelén · Casas de Juan Núñez · Casas de Lázaro · Casas de Ves · Casas-Ibáñez · Caudete · Cenizate · Chinchilla de Monte-Aragón · Corral-Rubio · Cotillas · El Ballestero · El Bonillo · Elche de la Sierra · Férez · Fuensanta · Fuente-Álamo · Fuentealbilla · Golosalvo · Hellín · Higueruela · Hoya-Gonzalo · Jorquera · La Gineta · La Herrera · La Recueja · La Roda · Letur · Lezuza · Liétor · Madrigueras · Mahora · Masegoso · Minaya · Molinicos · Montalvos · Montealegre del Castillo · Motilleja · Munera · Navas de Jorquera · Nerpio · Ontur · Ossa de Montiel · Paterna del Madera · Peñas de San Pedro · Peñascosa · Pétrola · Povedilla · Pozo Cañada · Pozo-Lorente · Pozohondo · Pozuelo · Riópar · Robledo · Salobre · San Pedro · Socovos · Tarazona de la Mancha · Tobarra · Valdeganga · Vianos · Villa de Ves · Villalgordo del Júcar · Villamalea · Villapalacios · Villarrobledo · Villatoya · Villavaliente · Villaverde de Guadalimar · Viveros · Yeste